# Structure de Richat
La structure de Richat (ou dôme de Richat), surnommée « l’œil de l'Afrique » ou traditionnellement Guelb er Richât (قلب الريشات en arabe) , est une structure géologique située dans le Sahara mauritanien près de Ouadane, 30 km au sud de la source de l'oued Saguiet el Hanura, un ancien cours d'eau. Circulaire d'un  diamètre d'environ 50 km, la structure ne s'observe pleinement que depuis l'espace et a été révélée dans toute son étendue en 1965 par le programme spatial Gemini. Longtemps considérée comme une énigme scientifique, la structure est aujourd'hui interprétée comme les restes d'un volcan géant vieux de 100 millions d'années (Crétacé), totalement effondré à la suite d'une longue érosion différentielle.

## Découverte et localisation

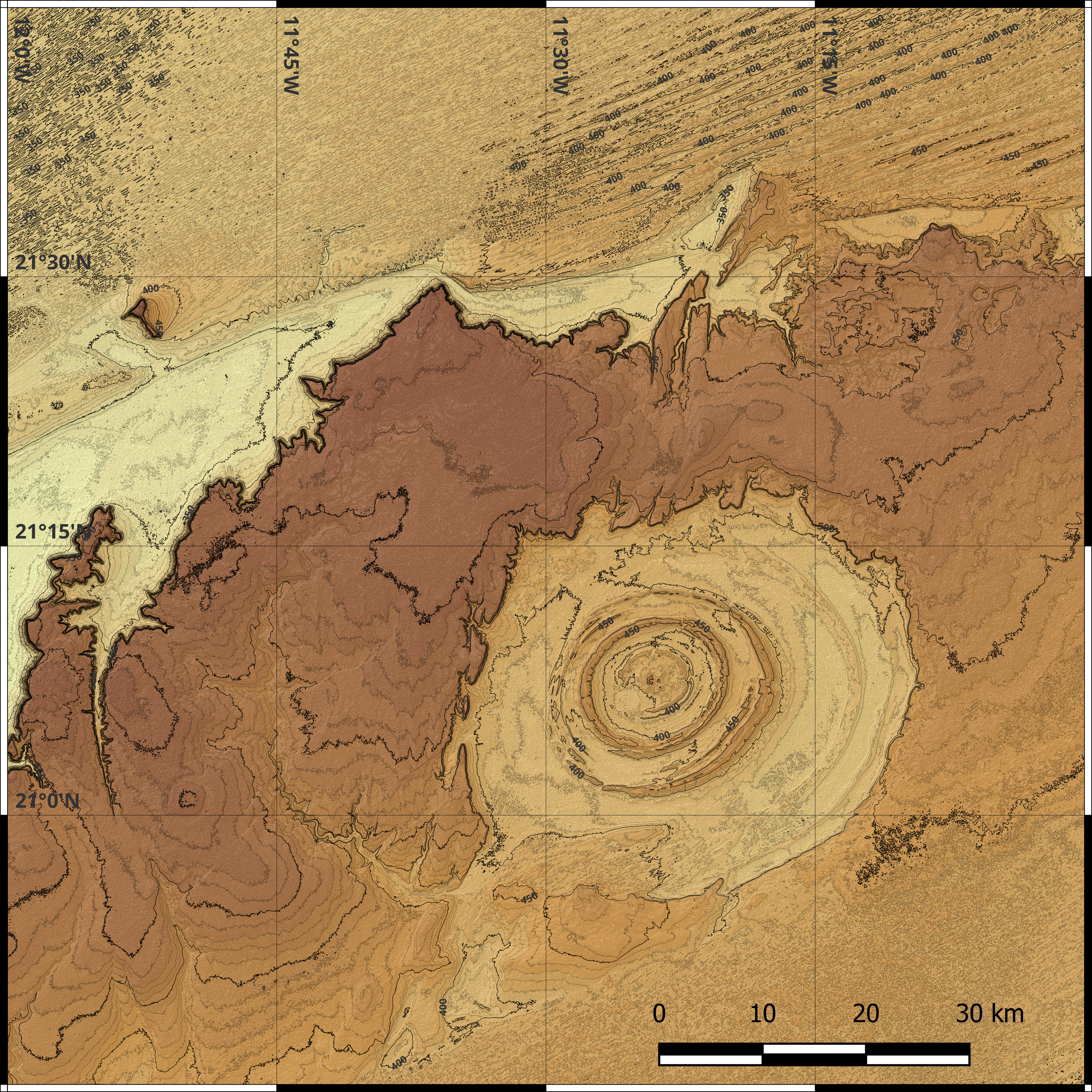
Carte topographique du Guelb el Richat.

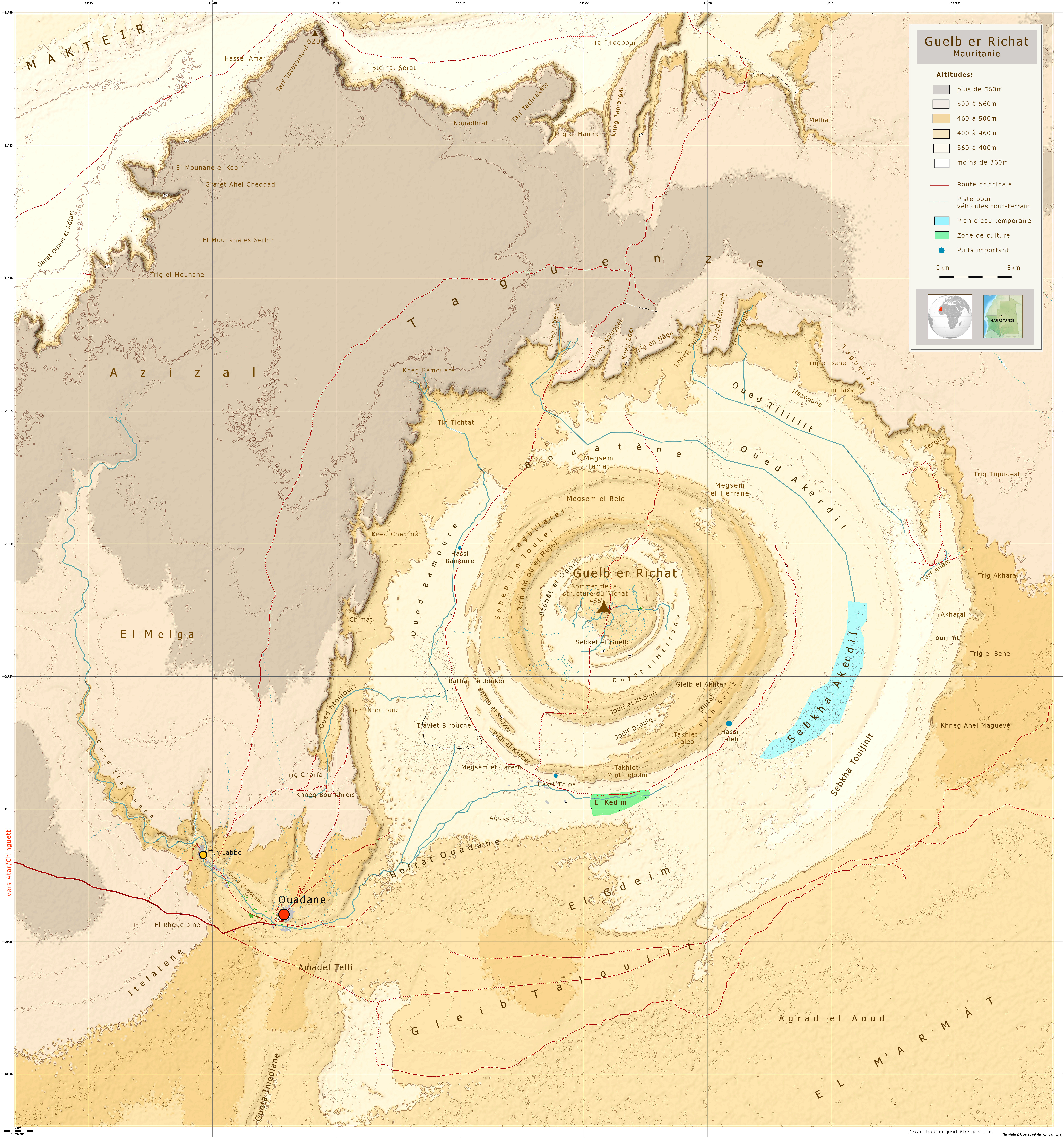
Carte topographique du Guelb er Richat et Ouadane avec les noms de lieux et de lieux-dits.

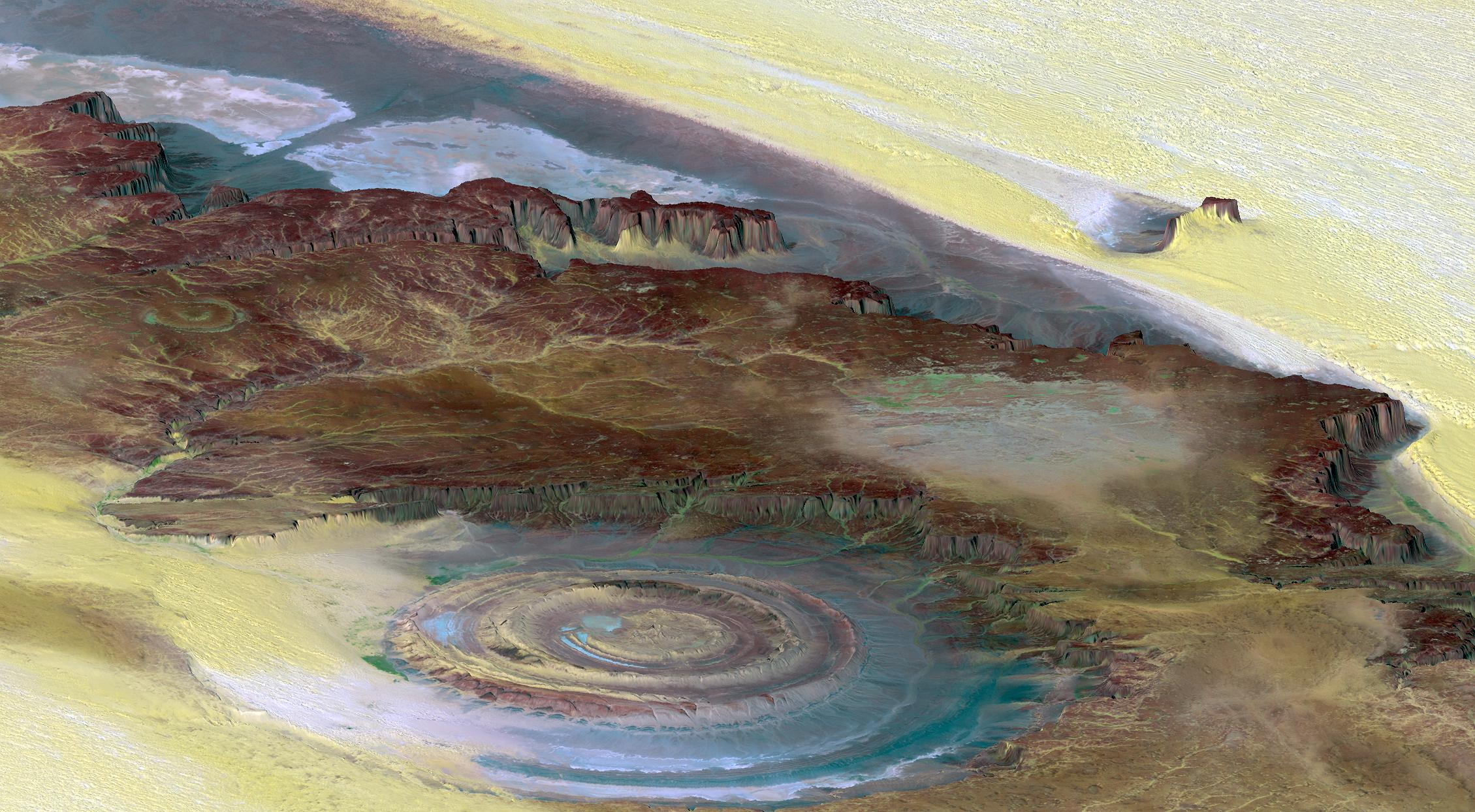
Photo satellite de la structure de Richat en Mauritanie avec de fausses couleurs.

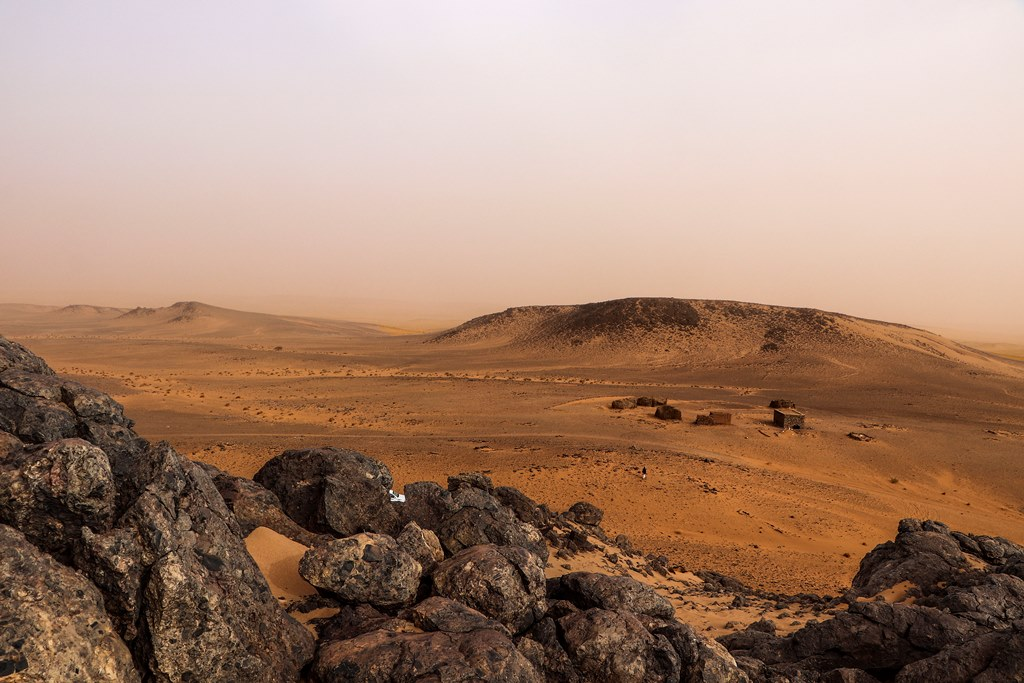
Le cercle intérieur de la structure.

Cette structure avait été décrite dès 1916, avec de fortes approximations, par les militaires français, puis évoquée par Ernest Psichari dans son livre Les voix qui crient dans le désert (il y décrit la dépression qui borde le Richat à l'ouest, entre l'enceinte extérieure de la formation et la falaise bordière du plateau de Chinguetti). Le Guelb er Richat apparaît pour la première fois sur une carte en 1922 (Service géographique de l'Afrique occidentale française). En 1934, Théodore Monod est le tout premier explorateur et scientifique à visiter cette étrange formation le 7 juillet 1934, p. 113). Il y retournera à de très nombreuses reprises, publiera un ouvrage scientifique sur la question en 1973 (avec Charles Pomerol) et y effectuera sa toute dernière mission en décembre 1998, à l'âge de 96 ans.
Le Guelb er Richat a attiré l'attention des premières missions spatiales à cause de sa forme caractéristique en oculus dans un paysage désertique assez monotone.
Décrite de façon imagée comme une ammonite gigantesque dans le désert, la structure, qui a un diamètre de près de 50 kilomètres et des dénivelés de 30 à 40 m, est devenue un point de repère pour les équipages des navettes spatiales.
Elle se situe dans le désert de Maur Adrar, aux confins du massif de l’Adrar et de l’erg de la Maqteir ou Majâbat Al Koubra.
Le terme pluriel de Richat ou Richât (Rich au singulier), proviendrait d'un mot hassanya (langue arabe parlée en Mauritanie) signifiant « les plumes » ou « les bras de plumes », faisant allusion aux formes de mini-cuestas circulaires. Semsiyyât, autre mot local signifiant « les enfants », désignerait des formes plus petites de ces reliefs.

## Interprétation scientifique
Après l'avoir interprétée comme une structure d'impact de météorite à cause de sa quasi parfaite circularité, les géologues pensèrent à un soulèvement symétrique de type anticlinal circulaire associé à une remontée de roches alcalines.
Théodore Monod qui étudia ce phénomène avec ses collègues, publia dès 1973 des hypothèses proches de l'explication communément acceptée aujourd'hui.
Depuis les années 2000, il est acquis que la structure de Richat est issue d'une forme rare de volcanisme géant, vieux de 100 millions d'années (Crétacé), qui a créé un dôme magmatique associé à des remontées hydrothermales. Il existe un petit bassin de roches volcaniques effusives et sédimentaires, et la présence d'un maar, une structure qui reflète la présence en surface d'un diatrème. Le terrain en place situé au-dessus du dôme, composé de sédiments déformés par la poussée, se serait effondré à la suite d'une longue et lente érosion karstique, ce qui expliquerait la présence importante de brèches au centre de la formation.
Les quartzites du paléozoïque, qui composaient les couches de la structure alternant avec le calcaire, ont mieux résisté à l'érosion et forment aujourd'hui les anneaux résiduels concentriques de la structure : les trois anneaux externes les plus visibles, de 20 à 30 mètres de haut, appelés "cuestas".
D'autres phénomènes semblables, quoique moins spectaculaires, sont maintenant reconnus notamment en Algérie, au Tchad et au Mali.
En 2024, de nouvelles données chronologiques et géochimiques suggèrent que la structure de Richat s'est formée au cours de deux épisodes distincts, séparés de 100 millions d'années (Ma), :
- il y a entre 230 et 200 Ma (début du Jurassique), l'intrusion de gabbros dans des roches sédimentaires plus anciennes ;
- il y a environ 100 Ma, la mise en place, en profondeur dans la structure, de nouvelles roches magmatiques dont des carbonatites riches en carbone et des roches alcalines, avant de subir une érosion importante. Cette suite d'événements conduit au soulèvement et à l'érosion de l'ensemble et lui donne la forme qu'on lui connaît aujourd'hui.

## Archéologie
La structure de Richat est le lieu d'accumulations exceptionnelles d'artefacts acheuléens,. Ces sites archéologiques acheuléens sont situés le long des oueds qui occupent la dépression annulaire la plus externe de cette structure. Des outils en pierre pré-Acheuléens ont également été trouvés dans les mêmes zones. Ces sites sont associés à des affleurements rocheux de quartzite qui ont fourni la matière première nécessaire à la fabrication de ces artefacts. Les sites acheuléens les plus importants et leurs affleurements associés se trouvent le long du nord-ouest de l'anneau extérieur, d'où partent l'oued Akerdil à l'est et l'oued Bamouere à l'ouest. Des pointes de lance néolithiques éparses et largement dispersées et d'autres artefacts ont également été trouvés. Cependant, depuis que ces sites ont été découverts par Théodore Monod en 1974, la cartographie des artefacts dans la zone de la structure de Richat a révélé qu'ils étaient généralement absents dans ses dépressions les plus internes. Jusqu'à présent, aucun dépôt de résidus reconnaissables ni aucune structure artificielle n'ont été reconnus et signalés dans la structure de Richat. Ceci est interprété comme indiquant que la zone de la structure de Richat n'a été utilisée que pour la chasse à court terme et la fabrication d'outils en pierre. La richesse locale apparente des artefacts de surface est le résultat de la concentration et du mélange par déflation au cours de multiples cycles glaciaires-interglaciaires,.

## Tourisme
La large diffusion des images et des explications relatives à ce phénomène insolite a favorisé la venue de visiteurs, touristes ou scientifiques, vers ce lieu reculé de la planète. Cette fréquentation a nécessité la création sur place d'une installation d'accueil sommaire. Le site a été classé par l'IUGS en 2022 parmi les 100 premiers sites du patrimoine géologique mondial.

## Théories désuètes liées à l'Atlantide
La structure de Richat a été proposée comme localisation de l'Atlantide. Cette thèse est fondée sur sa ressemblance avec la description de la mystérieuse cité perdue par le philosophe Platon dans le Timée, et plus longuement développée dans le Critias. Platon opposait les « mythes authentiques », reflets de réalités historiques, aux « mythes fabriqués », inventées pour les enfants et les ignorants. Selon Stavros Papamarinopoulos, professeur de géophysique à l’Université de Patras, Platon considérait le mythe d'Atlantis comme authentique et probant sur la capacité de l'Athènes archaïque, adversaire d'Atlantis, à faire face à des adversaires d'une grande puissance mais décadents.
Selon Platon, l’Atlantide était une île puissante et prospère qui régnait sur de nombreuses terres, jusqu’à être détruite par un cataclysme qui l’enfonça dans l’océan vers 9600 av. J.-C. Il indique que l’Atlantide était située au-delà des Piliers d’Hercule (le détroit de Gibraltar), qu’elle était fortifiée selon un plan circulaire avec des anneaux concentriques de terre et d’eau, et qu’elle était riche en minéraux, en métaux et en ressources de toutes natures. Ce sont des points communs avec l'Œil du Sahara, formé d'anneaux concentriques et riche en minéraux et métaux tels que l’oxyde de fer, le cuivre et le quartz.
Platon a également décrit l’Atlantide comme une plaine fertile entourée de montagnes. Le site actuel de Richat est extrêmement aride, mais la région mauritanienne n'a pas toujours été désertique. Elle était verte et fertile durant la période humide africaine. Néanmoins, Platon et la théorique Atlantide n’ont pas vécu cette période. La cité athénienne a été fondée par regroupement des villages d'Attique vers 800 av. J.-C. Et, les plus anciens vestiges de la civilisation mycénienne datent d’au moins 2000 av. J.-C., bien après la désertification rapide du Sahara vers 4500 av. J.-C.
D’autres points discordent entre l’Œil du Sahara et l’Atlantide. Platon présente la cité comme une puissance navale qui commerce activement avec d’autres pays et qui vénère sa divinité fondatrice Poséidon, dieu de la mer. Or l’Œil du Sahara est à plus de 550 km de l'Océan Atlantique.
Dans son roman L’Atlantide, Pierre Benoît situe la cité dans le Hoggar à plus de 1 500 km du rivage. En 1919, son ouvrage est décoré du Grand prix du Roman de l'Académie française. Toutefois, d’une part il s’agit d’une œuvre littéraire sans objectif scientifique, et d’autre part l’Œil du Sahara n’est pas situé dans cette région.
Selon certaines théories, la structure de Richat était une île entourée d’eau et située au-delà des Piliers d’Hercule qui a ensuite été déplacée par la dérive du continent africain vers le nord. Cela n’est pas compatible avec les données modernes de géophysique, de tectonique des plaques et d’archéologie.
Bien que la forme annulaire de l’Œil du Sahara et ses minéraux puissent évoquer l’Atlantide, d’autres paramètres les distinguent sensiblement en définitive.